# Pycnothele perdita
Pycnothele perdita is een spinnensoort in de taxonomische indeling van de bruine klapdeurspinnen (Nemesiidae).
Pycnothele perdita werd in 1917 beschreven door Chamberlin.